# Jackson Vroman
Jackson Brett Vroman (Laguna, 6 giugno 1981 – Contea di Los Angeles, 29 giugno 2015) è stato un cestista statunitense con cittadinanza libanese, professionista nella NBA, in Spagna e in Lituania.
Era il figlio di Brett Vroman.
È stato trovato senza vita nel 2015 nella piscina della sua abitazione in California. Aveva 34 anni.

## Carriera
Venne selezionato dai Chicago Bulls al secondo giro del Draft NBA 2004 (31ª scelta assoluta).
Con il Libano disputò i Campionati asiatici del 2009 e i Campionati mondiali del 2010.